# Polizel d'Atenes
Polizel d'Atenes (en llatí Polyzelus, en grec antic Πολύζηλος) fou un poeta còmic atenenc de la darrera part de la vella comèdia. Va viure al final del segle v aC.
Molts dels títols de les seves comèdies es refereixen als naixements dels déus, tema habitual de la comèdia mitjana. Una obra seva, coneguda per un fragment, és Δημοτυνδάρεως ("Demontidareos") que té una temàtica política, segons Foci i Suides. Altres títols coneguts són Νίπτρα ("Niptra"), Διονύσου γοναί ("Dionysiou gonai" El naixement de Dionís), Μουσω̂ν γοναί ("Mouson gonai" El naixement de les Muses) ̓Αφροδίτης γοναί ("Afrodites gonai" El naixement d'Afrodita), i ̓́Αρεως γοναί ("Areos gonai").